# Trichofeltia circumdata
Trichofeltia circumdata är en fjärilsart som beskrevs av Augustus Radcliffe Grote 1883. Trichofeltia circumdata ingår i släktet Trichofeltia och familjen nattflyn. Inga underarter finns listade i Catalogue of Life.